# Lainioälven
Lainioälven (meänkieli: Lainionväylä, finska: Lainiojoki), även kallad Urälven, är en 266 km lång biflod till Torne älv som rinner från norra Lappland till västra Norrbotten. Älven rinner i Kiruna kommun och Pajala kommun.
Övre Soppero, Nedre Soppero, Lannavaara, Lainio och Kangos ligger vid Lainioälven. Olosjoki är ett av dess biflöden.